# Sabine Weißler
Sabine Weißler (* 22. August 1958 in Groß-Umstadt) ist eine deutsche Politikerin (Alternative Liste für Demokratie und Umweltschutz, Bündnis 90/Die Grünen). Sie war Bezirksstadträtin für Weiterbildung, Kultur, Umwelt und Naturschutz im Bezirk Mitte von Berlin und Mitglied im Abgeordnetenhaus von Berlin.

## Biografie
Sabine Weißler studierte in Heidelberg und Berlin Kunstgeschichte und Politik mit einem Abschluss als Diplom-Politologin.
Sie leitete ab 1991 das Kunstamt im Berliner Bezirk Steglitz und wurde später Fachbereichsleiterin für Kultur und Bibliotheken im Bezirk Steglitz-Zehlendorf.

## Politik
Weißler gehörte der 11. und 12. Wahlperiode des Berliner Abgeordnetenhauses von 1989 bis 1995 an. Dort war sie Vorsitzende des Wissenschaftsausschusses sowie Mitglied im Schulausschuss. Am 8. November 2011 nominierte sie der Kreisverband Bündnis 90/Die Grünen Berlin-Mitte für die Bezirksamtsposition für Weiterbildung und Kultur, Umwelt und Naturschutz.